# Fletio
Fletio staat vermeld op de Peutinger-kaart (Tabula Peutingeriana) als Fletione. Deze schematische wegenkaart is een laat-middeleeuwse kopie van een kaart uit de Romeinse tijd (vermoedelijk 4e eeuw). Op deze wegenkaart ligt Fletio aan de meest Noordelijke weg, op 12 leugae (ongeveer 27 km) van Laurium (waarschijnlijk het huidige Woerden) en 8 Leugae van Levefanum. Op basis hiervan wordt vermoed dat Fletio een nederzetting (vicus) en/of castellum was, aan de Neder-Germaanse limes, in de huidige provincie Utrecht.
De precieze locatie is echter onzeker. De oorspronkelijke kaart was schematisch en niet op schaal. Bovendien zijn bij het kopiëren schrijffouten ingeslopen, zowel in de namen als in de afstanden. Sommige deskundigen menen dat Fletio een schrijffout is en dat hiermee Fectio (Vechten) wordt bedoeld.  Een alternatieve hypothese is dat Fletio de naam was van het (inmiddels gereconstrueerde) Castellum Hoge Woerd in De Meern en dat de plaatsnaam van het nabijgelegen Vleuten hiervan is afgeleid. 
Een andere vermelding is de zogeheten Ravennatis Anonymi Cosmographia uit de 7e eeuw; deze vermeldt een plaats die, afhankelijk van de geraadpleegde kopie, gespeld is als Fletione of Fictione.